# Sundasciurus natunensis
Sundasciurus natunensis — вид гризунів родини Sciuridae. Він є ендеміком островів Натуна в Індонезії. Цей вид вперше описав Олдфілд Томас у 1895 році в статті під назвою «Переглянуті визначення трьох гризунів Натуна», де він описав його як підвид Sundasciurus lowii. Його було визнано окремим видом у 2020 році.